# Marchés de permis négociable
Les marchés de permis négociables ont été institués en application du protocole de Kyoto sur le changement climatique. Les pays développés sont tenus de diminuer pour la plupart leurs émissions de CO2, pour certains, de la maintenir au niveau actuel au moment de la signature de la convention.

## Description
Ce système a pour avantage de permettre aux entreprises d'échanger des permis entre elles. Ce système est stimulant car elle encourage les entreprises à investir dans la recherche et développement afin de moderniser leurs outils de production.
De plus, dans le cadre des marchés de permis négociables entre pays développés et pays en développement, ces derniers peuvent vendre aux enchères leurs droits à polluer aux pays qui ont dépassé la limite qui leur est attribuée. Cette gouvernance devrait permettre que les quotas deviennent de plus en plus chers lorsque les pays atteignent plus vite leur limite.
Mais le risque est que les pays les moins riches, par nécessité, tendent à vendre très vite leur droit à polluer, de ce fait, créant une distorsion du prix des permis à la baisse.
Toutefois, avec une bonne régulation, le marché de permis négociables, permet de limiter la pollution.